# Bob Mumford
Bernard (Bob) C. Mumford Jr. (* 1930 in Steubenville, Ohio) ist ein US-amerikanischer Geistlicher der Pfingstbewegung und Bibellehrer.

## Leben
Mumford war das dritte von insgesamt acht Kindern, zwei seiner Brüder verstarben bereits im Kindesalter, so dass er mit fünf Schwestern aufwuchs. Im Alter von zwölf Jahren hatte er ein Bekehrungserlebnis während eines Gottesdienstes in Roanoke, den er zusammen mit seiner älteren Schwester besuchte. Im Alter von 19 Jahren trat Mumford in die US-Marine als Sanitätsmatrose ein. Während eines Heimaturlaubs besuchte er einen Gottesdienst der Assemblies of God in Atlantic City in New Jersey, der als Auslöser einer geistlichen Erneuerung gilt.
Mumford besuchte das Valley Forge Christian College, später das Reformed Episcopal Seminary und schloss schließlich 1964 sein Studium als Master of Divinity ab.
Nach dem Studium arbeitete Mumford an verschiedenen Kirchen als Pastor, ab 1963 als Dekan und Professor für Neues Testament und Mission am Elim Bible Institute in New York. Nach dem Besuch einer pfingstlerischen Konferenz in Fort Lauderdale gründete er die Holy Spirit Teaching Mission, die später umbenannt wurde in Church Growth Ministries (CGM), der treibenden Organisation des sogenannten Shepherding Movements. Zudem war Mumford der Herausgeber eines pfingstlerischen Magazines mit dem Namen New Wine.
Im Jahr 1986 verließ Mumford CGM und Fort Lauderdale, um in San Rafael seine Organisation unter dem Namen Lifechangers neu zu beleben, die er 1973 gegründet hatte, die Lehrmaterial zu biblischen Themen wie dem Reich Gottes und Prophetie herausgab. Später distanzierte er sich von CGM und entschuldigte sich bei den Menschen, die durch CGM Verletzungen durch das Konzept des Shepherding, eines zu eng verstandenen und falsch angewendeten Hirtendienstes, erlitten hatten.

## Familie
Bob Mumford heiratete Judy 1956, sie haben vier Kinder und leben in North Carolina und Florida.

## Schriften
- Take Another Look at Guidance: A Study of Divine Guidance, 1971.
- The purpose of Temptation, 1973.
- Take Another Look at Guidance: Decerning the Will of God, 1993.
- Fifteen Steps out, 1994.
- Agape Road: Journey to Intimacy with the Father, 2011.
- Mysterious Seed: Maturing in Father's Love, 2011.
- Nourishing the Seed: Learning to Please Father God, 2012.
- Breaking the Power of Corruption, 2015.
- The Arena of Truth: Establishing the Borders, 2023